# 대평의회 (잉글랜드)
대평의회(大評議會, 영어: Magnum Concilium)는 잉글랜드 왕국에서 역사적으로 영국의 봉건 귀족과 교회 지도자들이 국왕과 국가적 문제를 논의하기 위해 소집된 해의 특정 시기에 소집되는 회의였다. 대평의회(라틴어: Magnum Concilium)는 영어의 대평의회(Great Council)를 뜻하는 라틴어이다. 13세기에 대평의회는 평의회에서 발전한 잉글랜드 의회로 대체되었다. 대평의회는 1640년에 찰스 1세에 의해 마지막으로 소집되었다.

## 같이 보기
- 잉글랜드 왕국
- 잉글랜드 의회